# Berau (Ühlingen-Birkendorf)
Berau ist ein Ortsteil der baden-württembergischen Gemeinde Ühlingen-Birkendorf im Landkreis Waldshut.

## Geografie
Der Ortsteil Berau liegt auf einem Südplateau 663 m NHH oberhalb des Schlücht- und Schwarzatals.

## Aktivitäten 2021/22
Die wichtigsten Bau- und Organisationsmaßnahmen der Gemeinde im Ortsteil Berau:
Abwasserkonzept

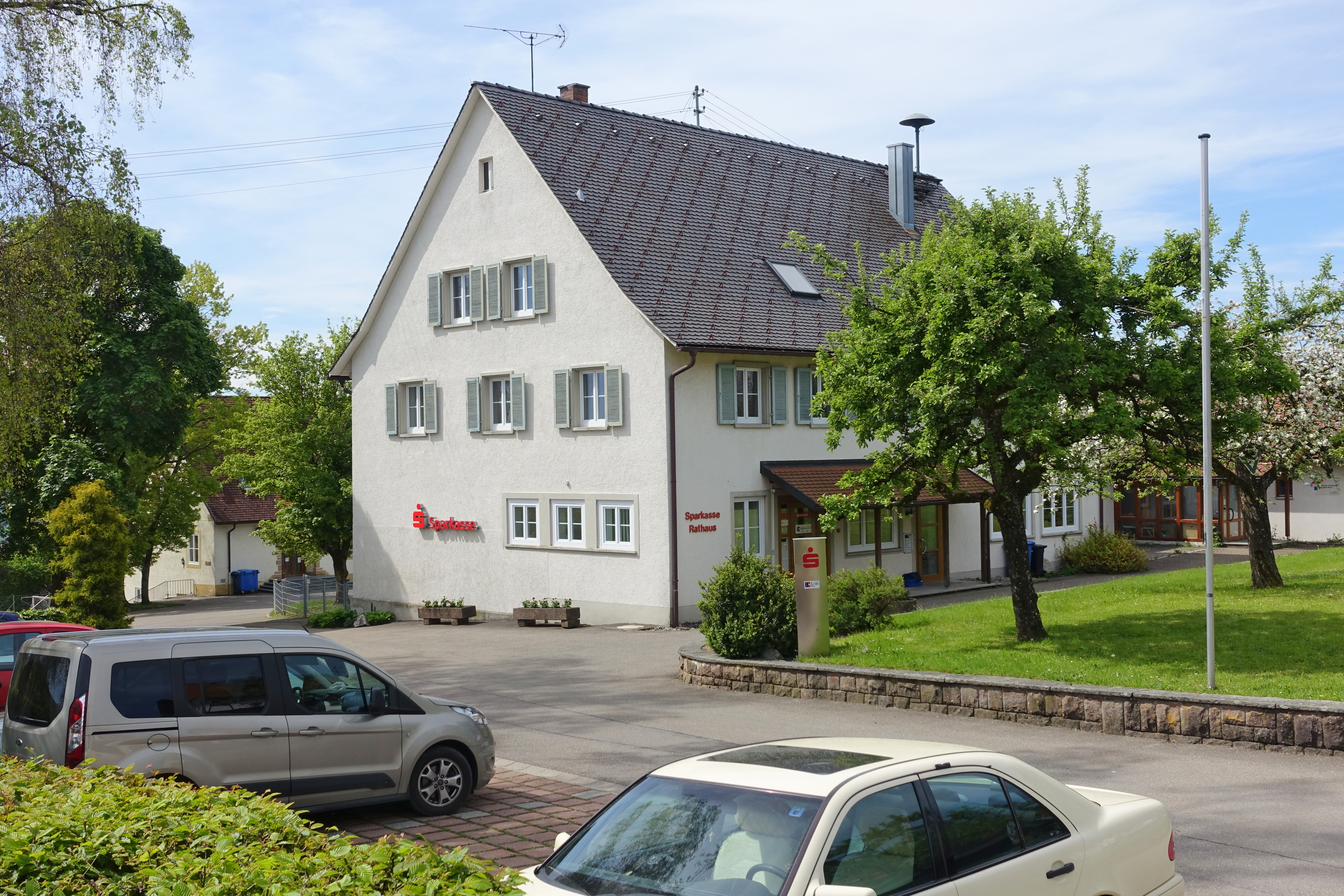
Ehemaliges Rathaus

Die beiden Kläranlagen in Berau und Brenden werden schrittweise stillgelegt. Die Schmutzwasserableitung führt über Sammler dann zur Kläranlage des Abwasserzweckverbandes Klettgau-West: Aufgrund der künftigen Mitbenutzung beteiligt sich die Gemeinde Ühlingen-Birkendorf an den von der Stadt Waldshut-Tiengen getätigten Investitionskosten mit einer einmaligen Ablöse von 97.000 Euro.
Neubaugebiet
Nach Abschluss des zweiten Bauabschnitts Falkenstein wird der dritte Bauabschnitt mit einer Kostenschätzung von 415.000 Euro zur Finanzierung im Haushalt 2022 aufgelegt werden.
Grundschule
Ein vom Staatlichen Schulamt Lörrach 2020 bewirkter Beschluss zur Neuordnung des Grundschulbereiches der Gemeinde an drei Standorten legte der Gemeinderat aufgrund eines aktuellen Ersuchens des Amtes Anfang Januar 2022 wegen Stabilisierung der Schülerzahl wieder „ad acta“. Im nächsten Schuljahr 2022/23 sollen „die Schulbezirke wieder in den ehemaligen Status“ zurückgeführt werden. Dies betraf auch die Grundschule Berau-Brenden, dann wieder mit Schülern auch aus Hürrlingen und Riedern. Bürgermeister Gantert kritisierte, dass alle Beteiligten „in einen Aufwand getrieben worden sind, den wir uns ganz offensichtlich hätten ersparen können.“

## Name der Ortschaft
H. W. Mayer interpretiert „Berau“ als „Au des Bero“ – wohl als ‚Auwald‘, als Vegetation an Flüssen. „Bero“ ist in alamannischer Tradition von Namensgebung ein Anführer, der eine Siedlung gründete. Nach Krieger, Topographisches Wörterbuch I, gilt: „Berau = Au, in welcher Beeren wachsen, ahd. beri, wird schon in der zweiten Hälfte des achten Jahrhunderts als ‚Parauva‘ genannt. Damals war es sanktgallischer Besitz.“

## Geschichte
Berau gehörte nach der Neuorganisation des Frankenreiches durch Karl den Großen (um 800) nach allgemeiner Auffassung zum Alpgau. Diese Einrichtung der Gaue (pagi) ist jedoch nicht grundsätzlich geklärt und es wird in einer Urkunde 1087 ein Berauer „De pago Cletgouve Waltherus de Berouva“ genannt, eine Bezeichnung die auf den Klettgau hinweist. Nach anderen Überlieferungen weist die Gau (pagus)-Einteilung bereits auf die frühfränkischen Merowinger hin, die 496/506 die Alamannen besiegt hatten. Die „südlichen Alamannen“ konnten sich danach jedoch unter den Schutz des Ostgoten-Königs Theoderich der Große stellen, der ihnen noch eine längere (Teil-)Selbstständigkeit gewährte. Nach Auflösung des Ostfrankenreiches geriet die Region unter die Herrschaft wechselnder Grafen, die dann von Klöstern als Herren der Ortschaften abgelöst wurden – insbesondere vom Kloster St. Blasien. Kenntnisse zu Berau als Siedlungsplatz sind jedoch schon wesentlich älter:

### Wallburg Berau
Der Name des Ortes („Au des Bero“), der urkundlich schon im 8. Jahrhundert vorkommt (786), sowie die vorhandenen Überreste aus früherer Zeit, die „Heidenschanzen“ auf dem äußersten Kamme des Bergvorsprungs gegen Süden, weisen darauf hin, dass Berau schon sehr alt ist. W. H. Mayer ordnet die Anlage als „Ringwallburg“ der „Eisen- oder Latènezeit (500 bis Christi Geburt)“ zu, als „Doppelburgen, die augenscheinlich ihre Anlage der Hallstattbevölkerung verdanken […], gegen die keltischen Eroberer“ und dann auch für die Kelten, d. h., für die Helvetier die gleiche Bedeutung hatten gegen die nachrückenden Germanen.
Der Prähistoriker und Geländegänger Emil Gersbach kommt zu differenzierteren Schlüssen: Er verfasste eine präzise, von seinem Sohn Egon Gersbach 1969 veröffentlichte Beschreibung in dem Sammelband Urgeschichte des Hochrheins, zu folgender Einschätzung: Ein Berauer Ortsadel erscheint ...

„... im 11. und 12. Jahrhundert erstmals in den Quellen [erwähnt A. Krieger und H. Maurer]; es kann aber eigentlich kaum einem Zweifel unterliegen, daß diese gewaltigen Anlagen von den urkundlich nicht zu fassenden Vorfahren dieser edelfreien Herren angelegt worden sind. Diese vornehmen Geschlechter könnten zumindest seit dem 10. oder 11. Jahrhundert in der aufs ganze gesehen bemerkenswert kleinen Hauptburg gewohnt haben; und zwar in Holztürmen, die auf Podien unmittelbar hinter den gewaltigen Schildwällen gestanden haben müssen.“

Gersbach nicht bekannt war, dass es in der Anlage einen Fund gab: Leider ist ein 1954 aufgefundenes Bronzeschwert wieder verlorengegangen.
Siehe auch: Wallburg Berau

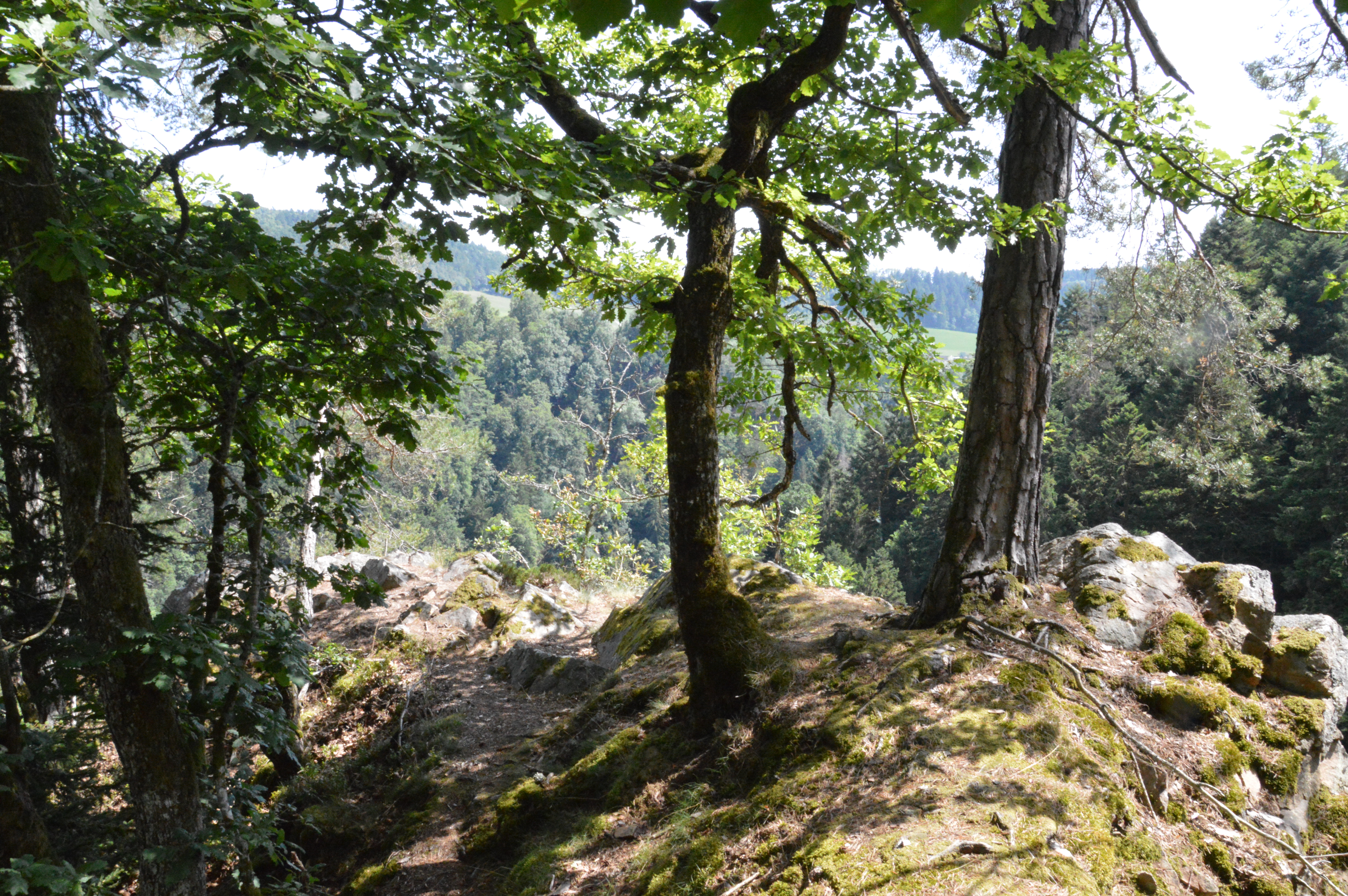
Naturszenerie an der Schlücht beim Schwedenfelsen

„Die Schutzvogtei über das Kloster und das Dorf besaß seit 1287 das Schaffhauser Geschlecht der Ritter am Stade. „Hans am Stad, burgermaister zuo Schaffhusen“ verkaufte 1478 seine Gerechtsame an St. Blasien (Krieger).“

### Frauenkloster Berau
Mehrmals brannte das Kloster Berau ab, wurde aber durch Schenkungen des umliegenden Adels immer wieder erneuert, so waren die Krenkingen, die Im Thurn, die von Schellenberg, die von Grießen, die von Lupfen und von Reischach, Wohltäter des Klosters.
Nach der Zerstörung der Burg Gutenburg 1640 wurde Berau der Obervogtei Gurtweil unterstellt (die Herrschaft war aber St. Blasien).
Am 1. Januar 1975 wurde Berau in die neue Gemeinde Ühlingen-Birkendorf eingegliedert.

## Kirche
„Die Pfarrirche hat den jugendlichen Märtyrer St. Pankratius zum Patron. (12.5.) Ursprünglich wurde die erste Kirche von Berau um 1098 von Bischof Gebhard III. von Konstanz eingeweiht. [… Die] 1629 von Abt St. Blasius II. von St. Blasien“ erneuerte romanische Kirche wurde nach dem Brand des Langhauses 1853 in der heutigen Gestalt erbaut.